# Чукотка
Чукотски аутономни округ (рус. Чуко́тский автоно́мный о́круг, чукотски: Чукоткакэн автономныкэн округ), неформално Чукотка (рус. Чукотка), је конститутивни субјект Руске Федерације са статусом аутономног округа на простору Далекоисточног федералног округа у азијском делу Русије.
Административни центар аутономног округа је град Анадир.

## Етимологија
Аутономни округ носи име по полуострву Чукотка чија целокупна територија улази у састав округа. Полуострво се налази у североисточној Азији између Чукотског и Беринговог мора одвојено од Северне Америке Беринговим мореузом.
Полуострво носи име по аутохноном народу Чукчима, који су уједно и најбројнији народ на полуострву, а други по бројности (са око 25%) у округу (након, Руса 50%). Осим њих, аутохтони житељи полуострва су и Ескими.
Име овог народа у писаним документима се први пут појављује 1641. године, а Руси, Јакути и Евени, их називају Чукчи по чукотској речи: чаучу - значи „много јелена“, а означава стил живота овог народа. Чукчи себе називају Ораветети -прави људи.

## Географија
Чукотка има површину од 737.700 km² и 53.824 становника (по попису из 2002)
Главни и највећи град округа је Анадир. остали градови су Певек и Билибино.

## Становништво
| 1989.   | 2002.  | 2010.  |
| ------- | ------ | ------ |
| 157,528 | 53,824 | 50,526 |